# Bachet de Méziriac
Claude-Gaspard Bachet de Méziriac (Claudio Gaspare Bacheto Mezeriaco) (Bourg-en-Bresse, 9 de outubro de 1581 - Bourg-en-Bresse, 26 de fevereiro de 1638) foi um teólogo, matemático, poeta, latinista e tradutor francês. Foi aluno do jesuíta e matemático francês Jacques de Billy (1602-1679) no Colégio dos Jesuítas da cidade de Rheims, e ambos se tornaram amigos. Méziriac falava hebraico, grego, latim, italiano e espanhol, era membro da Ordem dos Jesuítas (1601) e deu aulas no Colégio Jesuíta de Milão antes de renunciar e pronunciar os seus votos para dedicar-se somente à tradução dos poetas latinos e dos matemáticos gregos.

## Biografia
A sua obra mais conhecida é uma coletânea de recreações matemáticas intitulada Problèmes plaisans et délectables qui se font par les nombres (Problemas Agradáveis e Divertidos que podemos criar com os números), cuja primeira edição apareceu em 1612, e uma segunda edição ampliada em 1624. Méziriac é também o autor de um manuscrito intitulado Éléments arithmétiques (Elementos de Aritmética), e de uma tradução greco-latina da Aritmética de Diofanto de Alexandria, obra que foi publicada em 1621. Este exemplar é uma cópia da tradução de Pierre de Fermat onde o célebre matemático proclama em nota de rodapé ter encontrado a solução para o seu último teorema. 
Bachet de Méziriac foi um dos primeiros escritores que discutiu a solução das equações indeterminadas por meio das frações contínuas. Ele também trabalhou com a teoria dos números e encontrou um método para construir os quadrados mágicos. Algumas fontes fidedignas também o declaram como fundador da identidade de Bézout.
Méziriac teve uma vida confortável em sua cidade natal, onde se casou em 1612.
Segundo Pierre Bayle (1647-1706), Bachet de Méziriac foi um poeta muito bom, que se expressava com grande domínio em francês, italiano e latim; e também um excelente gramático e crítico habilidoso. Em 1634 foi eleito membro da Academia Francesa, em 1635, durante a cerimônia de aceitação, em razão do seu não comparecimento, Vaugelas foi escolhido para ler o discurso de agradecimento que ele teve o cuidado de enviar.

## Obras
- Problèmes plaisans et délectables, qui se font par les nombres, partie recueillis de divers autheurs, et inventez de nouveau, avec leur démonstration, par Claude Gaspar Bachet, Sr. de Méziriac. Bastante útil para todos os tipos de pessoas e curiosos que se utilizam da matemática (1612) Reedição : A. Blanchard, Paris, 1993.
- Chansons spirituelles et dévotes sur toutes les principales festes de l'année et sur autres divers subjets, composées nouvellement par Guillaume et Claude Gaspar Bachet frères (1618)
- Diophanti Alexandrini Arithmeticorum libri sex, et de numeris multangulis liber unus, nunc primum graece et latine editi, atque absolutissimis commentariis illustrati, auctore Claudio Gaspare Bacheto (1621)
- Amaltheum poeticum in quo fabularum synopsis et copia vocum propriarum quae in poetis habent obscuritatem, ordine alphabetico explicata continetur, Louis Hébert, Alençon, 1625. L'Amalthée poétique (Amaltheum, de la chèvre Amalthea qui nourrissait Jupiter de sa corne d'abondance) est une sorte de dictionnaire mythologique et géographique pour la compréhension des poètes de l'antiquité. À usage scolaire, il est dédié par l'imprimeur à la jeunesse estudiantine du Collège d'Alençon.
- Les Epistres Tradvittes. Avec Des Commentaires fort curieux. Par Clavde Gaspar Bachet, S. de Meziriac, J. Tainturier, Bourg-en-Bresse, 1626.
- Recueil de diverses relations des Guerres d'Italie, ès années 1629, 1630 et 1631 (1632).
- Commentaires sur les epistres d'Ovide. Nova edição. Com diversas outras obras do mesmo autor, onde algumas são publicadas pela primeira vez (1716)